# Concerto pour clarinette d'Eybler
Pour les articles homonymes, voir Concerto pour clarinette (homonymie).
Le Concerto pour clarinette en si bémol majeur de Joseph Leopold Eybler a été écrit en 1798, probablement pour le clarinettiste de Mozart, Anton Stadler. Il est catalogué par Herrmann sous le numéro HV 160.
Ce concerto pour clarinette est un chef-d'œuvre d'une grande finesse composé par un ami estimé de Mozart et qui mérite d'être étudié et joué, mais il ne fait pas partie des classiques du répertoire de la clarinette.

## Structure
Ce concerto pour clarinette et orchestre se compose de trois mouvements :
- Allegro maestoso
- Adagio
- Rondo alla turca : Allegro

Signe des influences musicales de Mozart et de Haydn, ce concerto pour clarinette est le seul existant qui utilise réellement les timbales de l'orchestre.

## Orchestration
| Instrumentation du Concerto pour clarinette                          |
| Bois                                                                 |
| 1 clarinette en si soliste, 2 flûtes, 2 clarinettes, 2 bassons       |
| Cuivres                                                              |
| 2 cors en si /fa, 2 trompettes en si (ou 2 clarinos)                 |
| Percussions                                                          |
| Timbales, grosse caisse/cymbales                                     |
| Cordes                                                               |
| Premiers violons, seconds violons, altos, violoncelles, contrebasses |

## Édition
Le manuscrit autographe est conservé à la Bibliothèque de Vienne à l'hôtel de ville (de) à Vienne, en Autriche.
Le concerto a été publié par Eulenburg Zürich (aujourd'hui Edition Kunzelmann) en 1976 en deux éditions : la partition d'orchestre (n° 10132) et un arrangement pour clarinette et piano (GM 54).

## Discographie
Avec les concertos pour clarinette de Franz Xaver Süssmayr et de Mozart, le premier enregistrement mondial de ce concerto a été enregistré sur le label Novalis par Dieter Klöcker et l'English Chamber Orchestra en 1990. Il a ensuite été enregistré en 1993 par Eduard Brunner ensuite en 2000 sous le label Cavalli Records par Peter Rabl et le Concilium musicum Wien (sur instruments d'époque) sous la direction de Paul Angerer, avec une sérénade de Michael Haydn et une symphonie d'Ignaz Pleyel.
- Concerto pour clarinette - Dieter Klöcker, clarinette ; English Chamber Orchestra, dir. Wolf-Dieter Hauschild (janvier 1990, Novalis/IMC) (OCLC 23865608 et 638183057)
- Concerto pour clarinette - Eduard Brunner, clarinette ; Bamberger Symphoniker, dir. Hans Stadlmair (avril 1992, Tudor Recording) (OCLC 937878662)
- Concerto pour clarinette -  Peter Rabl, clarinette ; Concilium Musicum Wien auf Originalinstrumenten, dir. Paul Angerer (septembre 2000, Cavalli Records) (OCLC 50322642)